# Xã Columbia, Quận Whitley, Indiana
Xã Columbia (tiếng Anh: Columbia Township) là một xã thuộc quận Whitley, tiểu bang Indiana, Hoa Kỳ. Năm 2010, dân số của xã này là 11.047 người.